# 下曾根站
下曾根站（日语：／ Shimo-Sone eki */?）位于北九州市小倉南区下曾根，是九州旅客铁道（JR九州）的鐵路車站。本站是日豐本線中繼小倉站及大分站後第3使用量最高的車站，但大部份提供的班次皆為普通列車，特急和快速班次只限早上上行及晚上下行停靠。

## 车站结构
岛式站台1台2线的地上车站，上跨式站房。
JR九州服务支持管理的业务委托站。设有绿色窗口和自动闸机，支持使用SUGOCA。JR特定都区市内制度下“北九州市内”车站。

### 站台配置
| 站台 | 路线     | 方向 | 目的地                 |
| ---- | -------- | ---- | ---------------------- |
| 1    | 日丰本線 | 下行 | 行桥、中津、大分方向   |
| 2    | 日丰本線 | 上行 | 小仓、门司港、下关方向 |

## 历史
- 1895年

- 4月1日：首发开通的列车在车站在未完工的情况下停车庆祝。
- 10月25日：作为九州铁道曾根站投入运营

- 1907年7月1日：九州铁道国有化。
- 1945年5月1日：改名为曾根站。
- 1963年10月1日：停止办理货运业务
- 1981年4月28日：站房改建为上跨式。
- 1987年4月1日：国铁分割民营化后成为JR九州车站。
- 2009年3月1日：支持使用SUGOCA[6]。

## 使用情况
本站是日豐本線內使用量第2高的車站（若連同小倉站計算則為第3）。每年的1日平均乘車人數如下：
| 年度   | 1日平均 乘车人数 |
| ------ | ---------------- |
| 2000年 | 6,849            |
| 2001年 | 6,626            |
| 2002年 | 6,459            |
| 2003年 | 6,523            |
| 2004年 | 6,402            |
| 2005年 | 6,196            |
| 2006年 | 6,159            |
| 2007年 | 6,192            |
| 2008年 | 6,297            |
| 2009年 | 6,026            |
| 2010年 | 6,082            |
| 2011年 | 6,231            |
| 2012年 | 6,434            |
| 2013年 | 6,585            |
| 2014年 | 6,432            |
| 2015年 | 6,482            |
| 2016年 | 6,563            |
| 2017年 | 6,683            |
| 2018年 | 6,699            |
| 2019年 | 6,752            |
| 2020年 | 5,339            |
| 2021年 | 5,638            |
| 2022年 | 5,920            |
| 2023年 | 6,158            |

## 相鄰車站
九州旅客鐵道
 日丰本線
- ■ 特急音速 2、4、47、51、55、59、201、202

小倉（JF01） - 下曾根（JF06） - 行橋（JF10）
■ 快速（只限上行）
城野（JF04） ← 下曾根（JF06） ← 行橋（JF10）
■ 普通
安部山公园（JF05） - 下曾根（JF06） - 朽网（JF07）

## 外部連結
- JR九州下曾根站